# Mannia dichotoma
Mannia dichotoma là một loài rêu trong họ Aytoniaceae. Loài này được S.W. Arnell mô tả khoa học đầu tiên năm 1961. Danh pháp khoa học của loài này chưa được làm sáng tỏ. 